# زبان والون

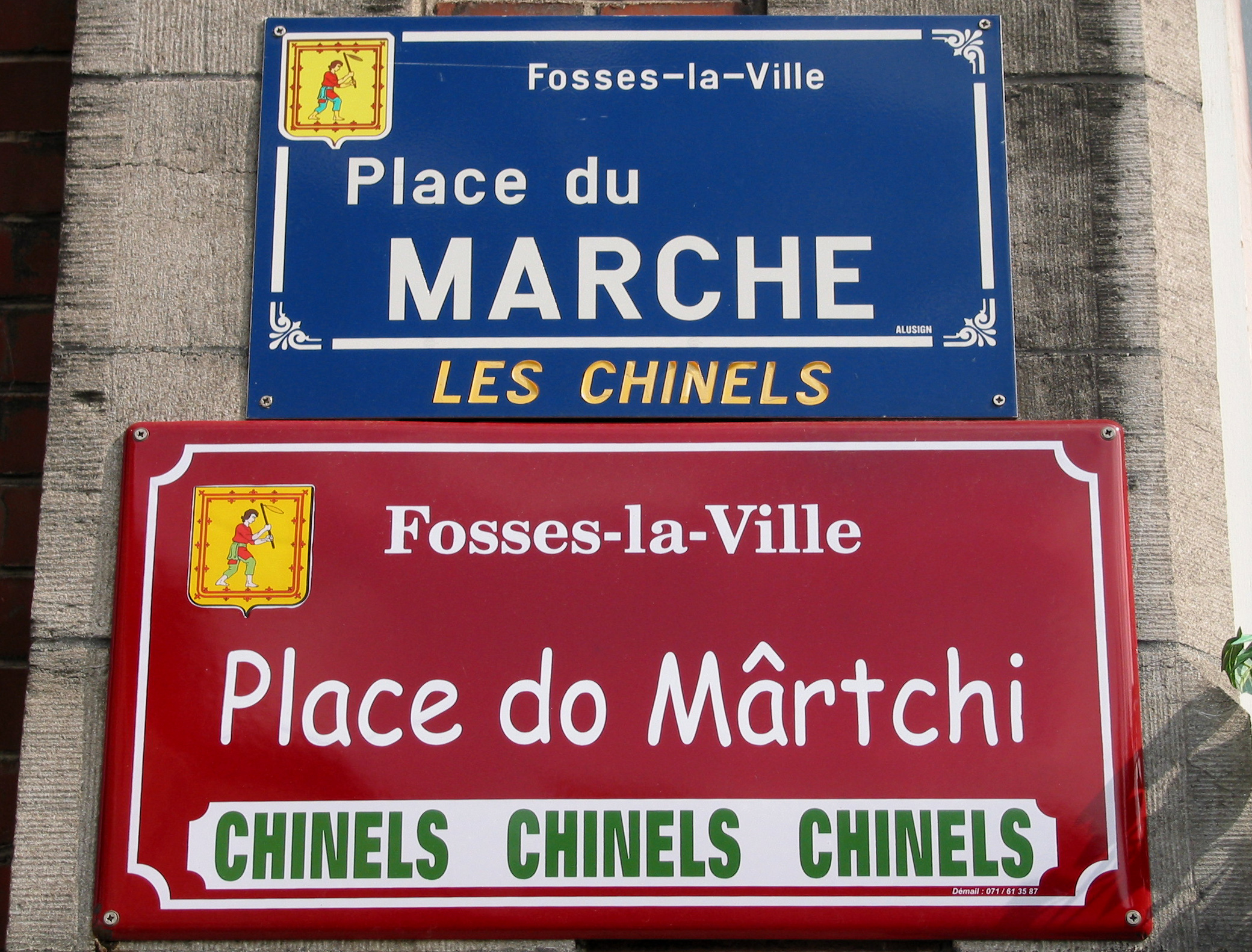
تابلوی علائم خیابانی دوزبانه والونی در فوسه لاوی

زبان والون زبانی هندواروپایی از شاخه زبان‌های رومی است که حدود ششصدهزارتن در فرانسه و بلژیک بدان تکلم می‌کنند.
این زبان از زبان‌های اوییل محسوب می‌شود. منطقه اصلی رواج این زبان منطقه والونی در کشور بلژیک است. اگرچه نخستین نشانه‌های وجود این زبان به سده‌های هشتم تا دوازدهم میلادی باز می‌گردد اما برای اولین بار اصطلاح «زبان والون» در متون تاریخی دیده شده است. تا پیش از آن متکلمین والون را گویشوران رومی زبان نیز می‌گفتند. این زبان از اوایل سده هفدهم تاکنون دارای ادبیات مکتوب می‌باشد.